# Hernando Gómez (ciclista)
Hernando Gómez (nacido en la década de 1940 en Cundinamarca) es un exciclista de ruta colombiano.

## Palmarés
1968
- 2º en el Clásico RCN

1969 
- 2º en la Vuelta al Táchira

## Equipos
- Cundinamarca (1968)
- Drogas Ibla (1969)
- Wrangler Caribú (1970)
- Relojes Pierce (1971)